# Area control center
I flyvekontroltjenester er area control center (på engelsk og i USA omtalt som center eller en-route-center) et anlæg, der er ansvarlig for at kontrollere fly, der flyver i luftrummet i en given flight information region (FIR) i store højder mellem lufthavnsindflyvninger og afgange. Area control centers bliver i USA og engelsktalende omtalt som Air Route Traffic Control Center, forkortet ARTCC. Eksempler i USA er Chicago Air Route Traffic Control Center, Salt Lake, Honolulu, Albuquerque, Memphis og Miami